# رافيتوما
رافيتوما (غير معروفة المعنى) (الاسم العلمي: Raphitoma)، جنس حلزونات بحرية من الرخويات البطنقدميات البحرية وتنتمي إلى فصيلة الرافتيوميات.

## التوزيع
يوجد هذا الجنس في المياه الأوروبية، في الجزء الشمالي من البحر الأبيض المتوسط، وفي المحيط الأطلسي قبالة الرأس الأخضر، وغرب إفريقيا وأنغولا.